# Láb
Láb este o comună slovacă, aflată în districtul Malacky din regiunea Bratislava. Localitatea se află la altitudinea de 155 m deasupra n.m., se întinde pe o suprafață de 27,85 km2 și în 2017 număra 1.809 locuitori.

## Istoric
Localitatea Láb este atestată documentar din 1206.

## Demografie
| An:                | 1994 | 2004   | 2014    | 2024    |
| ------------------ | ---- | ------ | ------- | ------- |
| Număr de persoane: | 1367 | 1387   | 1595    | 2207    |
| Diferență:         |      | +1,46% | +14,99% | +38,36% |

| An:                | 2023 | 2024   |
| ------------------ | ---- | ------ |
| Număr de persoane: | 2172 | 2207   |
| Diferență:         |      | +1,61% |